# Anatolij Herej
Anatolij Anatolijowycz Herej (ukr. Анатолій Анатолійович Герей; ur. 31 marca 1989 w Użhorodzie) – ukraiński szpadzista, trzykrotny medalista mistrzostw świata.
W 2009 roku zdobył srebrne medale indywidualnie i drużynowo na mistrzostwach świata juniorów w Belfaście.
Podczas mistrzostw świata w Budapeszcie w 2013 roku Ukraińcy w składzie: Anatolij Herej, Dmytro Kariuczenko, Witalij Medwediew i Bohdan Nikiszyn zdobyli srebrny medal w zawodach drużynowych. W tej samej konkurencji zdobył złoto na mistrzostwach świata w Moskwie w 2015 roku i kolejne srebro na mistrzostwach świata w Budapeszcie w 2019 roku.
Wystartował na igrzyskach olimpijskich w Rio de Janeiro w 2016 roku, gdzie drużynowo był czwarty, a indywidualnie zajął 24. miejsce. Brał też udział w igrzyskach olimpijskich w Tokio w 2020 roku, zajmując szóste miejsce drużynowo.
Ponadto zdobył drużynowo brązowe medale na mistrzostwach Europy w Legnano (2012), mistrzostwach Europy w Zagrzebiu (2013) i mistrzostwach Europy w Toruniu (2016) oraz srebrny na mistrzostwach Europy w Tbilisi (2018).